# تيم بيترسن
تيم بيترسن (بالألمانية: Tim Petersen)‏ (3 مارس 1986 في ألمانيا - ) هو لاعب كرة قدم ألماني في مركز الدفاع. لعب مع كارل زايس يينا ونادي سانت باولي ونادي هامبورغ وAltonaer FC von 1893 ‏ وVfB Oldenburg ‏.

## وصلات خارجية
- تيم بيترسن على موقع قاعدة بيانات كرة القدم.إي يو (الإنجليزية)
- تيم بيترسن على موقع بيانات كرة القدم. دي إي (الألمانية)
- تيم بيترسن على موقع عالم كرة القدم.نت (الإنجليزية)